# Lagarde-sur-le-Né
Lagarde-sur-le-Né é uma comuna francesa na região administrativa da Nova Aquitânia, no departamento de Charente. Estende-se por uma área de 4,12 km². Em 2010 a comuna tinha 192 habitantes (densidade: 46,6 hab./km²).